# Billy Burke
William Albert "Billy" Burke (Bellingham, Washington, 1966. november 25. –) amerikai színész.

## Élete
Burke a Washington állambeli Bellinghamben született, felesége Pollyanna Rose színésznő volt, akivel 2017-ben elváltak. Van egy Bluesy LaRue Burke nevű lányuk.

## Filmográfia

### Film
| Év   | Magyar cím                        | Eredeti cím                               | Szerep                  | Magyar hang         | Rendező              |
| ---- | --------------------------------- | ----------------------------------------- | ----------------------- | ------------------- | -------------------- |
| 2018 | Betörés                           | Breaking In                               | Eddie                   | Kálid Artúr         | James McTeigue       |
| 2016 | Amikor kialszik a fény            | Lights Out                                | Paul                    | Kálid Artúr         | David F. Sandberg    |
| 2013 |                                   | Angels in Stardust                        | Cowboy                  |                     | William Robert Carey |
| 2013 | Highland Park                     | Highland Park                             | Lloyd Howard            | Csankó Zoltán       | Andrew Meieran       |
| 2012 | Alkonyat: Hajnalhasadás – 2. rész | The Twilight Saga: Breaking Dawn - Part 2 | Charlie Swan            | Kálid Artúr         | Bill Condon          |
| 2011 | Alkonyat: Hajnalhasadás – 1. rész | The Twilight Saga: Breaking Dawn - Part 1 | Charlie Swan            | Kálid Artúr         | Bill Condon          |
| 2011 | A lány és a farkas                | Red Riding Hood                           | Cesaire                 | Huszár Zsolt        | Catherine Hardwicke  |
| 2011 | Féktelen harag                    | Drive Angry                               | Jonah King              | Huszár Zsolt        | Patrick Lussier      |
| 2010 | Alkonyat – Napfogyatkozás         | The Twilight Saga: Eclipse                | Charlie Swan            | Huszár Zsolt        | David Slade          |
| 2009 | Alkonyat – Újhold                 | The Twilight Saga: New Moon               | Charlie Swan            | Huszár Zsolt        | Chris Weitz          |
| 2008 | Alkonyat                          | The Twilight Saga                         | Charlie Swan            | Huszár Zsolt        | Catherine Hardwicke  |
| 2008 | Gyilkosság online                 | Untraceable                               | Eric Box nyomozó        | Czvetkó Sándor      | Gregory Hoblit       |
| 2007 | A szerelem bősége                 | Feast of Love                             | David Watson            | Háda János          | Robert Benton        |
| 2007 | Törés                             | Fracture                                  | Rob Nunally             | Kamarás Iván        | Gregory Hoblit       |
| 2004 | A tűzből nincs kiút               | Ladder 49                                 | Dennis Gauquin          | Galbenisz Tomasz    | Jay Russell          |
| 2003 | Tévúton                           | Lost Junction                             | Jimmy McGee             | -                   | Peter Masterson      |
| 2001 | A pók hálójában                   | Along Came a Spider                       | Ben Devine titkosügynök | Megyeri János       | Lee Tamahori         |
| 1999 | Az óriásgyíkok támadása – Komodo  | Komodo                                    | Oates                   | László Zsolt        | Michael Lantieri     |
| 1998 | Maffia                            | Jane Austen's Mafia                       | Joey Cortino            | Kálloy Molnár Péter | Jim Abrahams         |
| 1998 | Korlátok nélkül                   | Without Limits                            | -                       | Holl Nándor         | Robert Towne         |
| 1995 | Gulliver utazásai                 | Gulliver's Travels                        | Yahoo                   |                     | Charles Sturridge    |

### Televízió
- Zoo – Állati ösztön (2015)
- Revolution (2012) Miles Matheson / Miles
- A főnök (2009-2012) Phillip Stroh
- Született detektívek (2010-2012) Gabriel Dean különleges ügynök
- Lopez Tonight (2010)
- A pasifaló (2008-2009) Jack Newman
- A rejtély (2008) Lucas Vogel
- Esküdt ellenségek (2007) Farmer ügyvéd
- Backyards & Bullets (2007)
- The Jury (2004) John Ranguso
- Monk – A flúgos nyomozó (2004) Brad Terry
- Karen Sisco - Mint a kámfor (2003) Merle Salchek
- 24 (2002-2003) Gary Matheson
- Szívek szállodája (2003) Alex Lesman
- Flashpoint (2002) Shaw
- Final Jeopardy (2001) Mike Chapman
- Wonderland (2000) Dr. Abe Matthews
- Soha ne nézz le! (1998) Mark Engel
- VR.5 (1997) Marco
- Haditörvény (1996) Monk
- A hazugság ára (1996)
- Gone in the Night (1996) Rob Kinney
- Ötösfogat (1994-1996) Gil / Srác a klubban
- Strange Luck (1995) Over Exposure
- Vanishing Son (1995) Spider McKeun
- All-American Girl (1995) Cody
- Star Trek: Deep Space Nine (1994) Ari
- Literary Visions (1992) színész
- To Cross the Rubicon (1991) James Bird
- Daredreamer (1990)